# Яромір Функе
Я́ромір Фу́нке (чеськ. Jaromír Funke, нар. 1 серпня 1896, Скутеч — пом. 22 березня 1945, Прага) — чеський фотограф, представник авангарду у фотографії.

## Життєпис
Батько Функе був юристом. Яромір спершу вивчав медицину, філософію і право у Карловому університеті Празі і Братиславському універисетиті, але не завершив навчання (1919—1922). У 1908 році купив свій перший фотоапарат, а з 1920-го зосереджується на фотографії. У 1924 р. 15 його світлин виставили на першій загальнонаціональній виставці аматорської фотографії, після чого його прийняли до Празького фотоклубу. Але через 5 місяців його виключили з клубу через його незгоду з консерватизмом клубу.
У 1924 р. став одним із засновників альтернативного об'єднання «Чеська фотографічна спілка» (чеськ. Česká fotografická společnost), яке організувало дві виставки (1926 і 1929). З вересня 1931 р. викладає фотографію в Школі прикладних мистцетв у Братиславі, де він застосовує освітню модель Баугаусу. У 1935 р. повертається до Праги, де викладає фотографію у Школі графіки. У 1937 і 1938 р. Функе побував на Закарпатті, де фотографував ліс, ландшафти і портрети.
Яромір Функе помер 22 березня 1945 р. через хворобу.

## Стиль
Функе вважають одним з провідних представників авангарду у фотографії. У його світлинах знайшли свій відбиток такі течії в мистецтві, як кубізм, сюрреалізм, конструктивізм.